# 倶舎宗
倶舎宗（くしゃしゅう）とは、中国・東アジアの仏教宗派の1つ。世親が著した『アビダルマ・コーシャ』(Abhidharma-kośa) とその漢訳本である真諦訳『阿毘達磨倶舍釋論』（略称『倶舎釈論』）・玄奘訳『阿毘達磨倶舍論』（略称『倶舎釈』）、それらの注釈書を中心として諸経論を研究・講義し、師資相承する学僧たちのグループ。『アビダルマ・コーシャ』は、インド瑜伽行派（唯識派）の世親が、かつて所属した有力部派である説一切有部の思想を中心にまとめた論書（アビダルマ）である。毘曇宗、抑舎宗、倶舎衆、薩婆多（さっばた）宗などとも。中国十三宗の1つ。日本仏教の南都六宗の1つ。

## 概要
中国に『倶舎論』が伝来するのは真諦訳『阿毘達磨倶舍釋論』全22巻として564年であった。その後、玄奘が中国に訪れ、多数の唯識学系統の経論とともに『阿毘達磨倶舍論』全30巻として654年に再漢訳される。また、玄奘は『倶舎論』の他にも六足発智婆沙等の多数のアビダルマ論典を翻訳した。そして、これらの玄奘訳のアビダルマ文献を研究する集団として倶舎宗が興った。
日本においては、斉明天皇の四年に、智通、智達が入唐し、本論を日本に伝え、その後、唐僧を招き興福寺などで研学された。

## 所依
- 世親造 玄奘譯 『阿毘達磨倶舍論』全30巻（『大正蔵』1558）
- 婆藪盤豆造 眞諦譯 『阿毘達磨倶舍釋論』全22巻（『大正蔵』1559）